# Zsofi Horvath
Zsofi Horvath (29 maart 1980) is een voormalig Miss Belgian Beauty. Zij heeft Hongaarse roots. Horvath studeerde rechten aan de Universiteit Antwerpen.

## Biografie
Zsofi Horvath werd in 2002 gekroond tot Miss Belgian Beauty 2003. Tijdens haar missjaar deed ze verschillende fotoshoots, onder andere voor P-Magazine en Ché, en was ze vaak te zien in diverse tv-programma's, zoals in Mediamadammen en De Rode Loper. 
Toen haar missjaar ten einde liep kreeg ze het aanbod om het programma West@work te presenteren bij de regionale televisiezender Focus-WTV, maar ze verkoos om zich te concentreren op het behalen van een licentie in de rechten. Wel werd ze het gezicht van lingeriemerk Senza Dubbio en verzorgde ze de public relations van Pro-Event.
Ze presenteerde een tijdlang het journaal op de regionale zender RTV en is ze tevens te zien op Jacht & Visvangst TV. In 2014 nam ze ontslag bij RTV, waar ze zeven jaar had gewerkt.
Bij de gemeenteraadsverkiezingen van 2018 was ze kandidaat voor CD&V in Zemst, maar ze raakte niet verkozen.